# Agriculture au Royaume-Uni

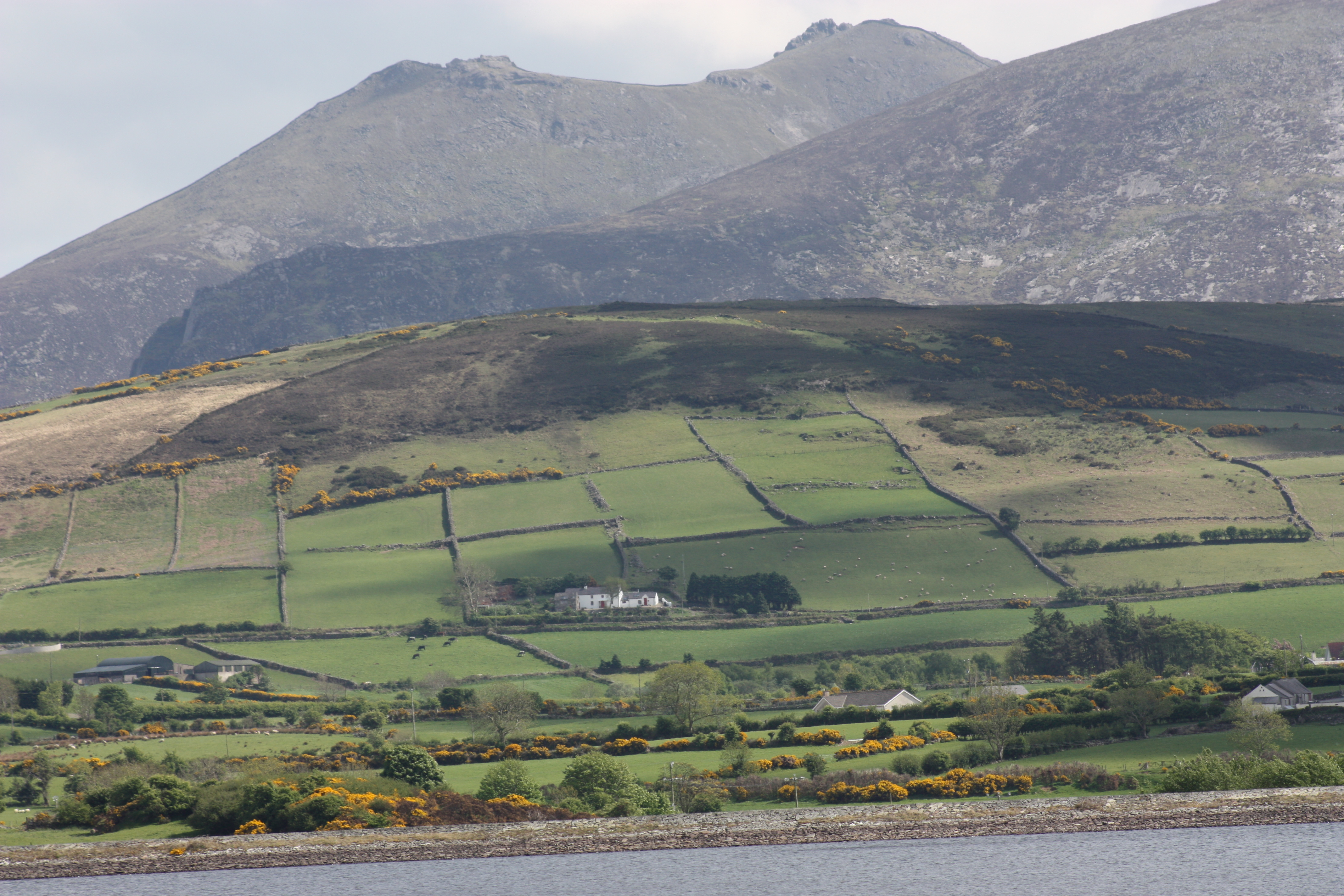
Vue sur les montagnes de Mourne dans le comté de Down en Irlande du Nord.

 (mars 2018).
Si vous disposez d'ouvrages ou d'articles de référence ou si vous connaissez des sites web de qualité traitant du thème abordé ici, merci de compléter l'article en donnant les références utiles à sa vérifiabilité et en les liant à la section « Notes et références ».
Si durant le XXe siècle, l'Agriculture au Royaume-Uni s'est transformée à travers une meilleure formation des agriculteurs, la mécanisation, l'augmentation de la taille des exploitations et le développement des politiques agricoles de la PAC, en 2009, elle n'a contribué qu'à 0,6 % du PIB du pays avec une valeur ajoutée totale de 4,07 milliards de £, en baisse de 6,7 % par rapport à 2008 et de 44 % par rapport à 1995. En 2009, cette valeur ajouté est produite à 83 % par l'agriculture d'Angleterre, à 9 % par celle d'Écosse, à 4 % par celle d'Irlande du Nord et à 3 % par celles du pays de Galles. Le secteur dégage seulement 20 955 £ de valeur ajoutée par temps plein en 2009, soit une baisse de 8,7 % par rapport à 2008.[réf. nécessaire]

## Structure agricole

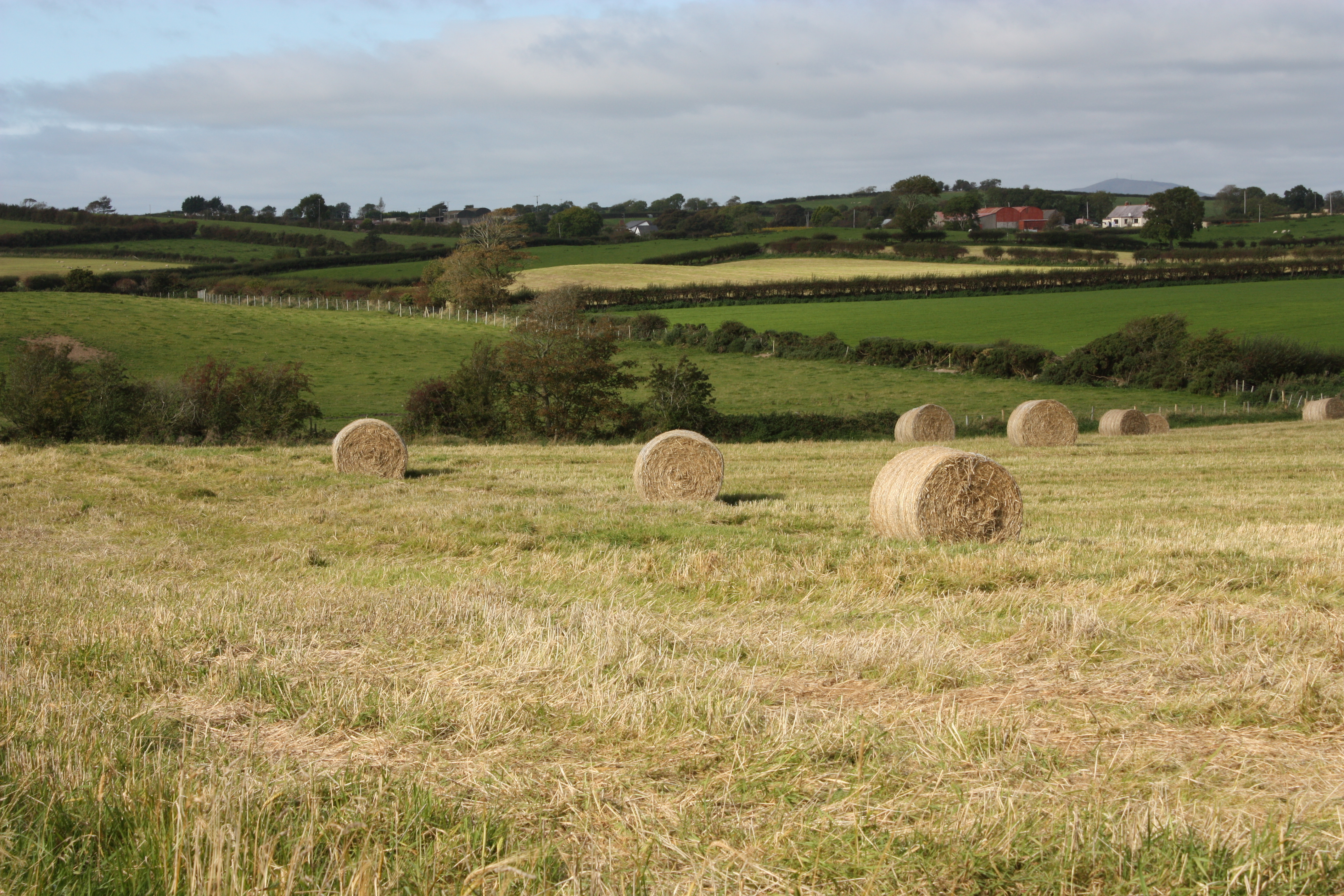
Balles de foin près de Downpatrick dans le comté de Down en Irlande du Nord.

Il y a environ de 327 000 exploitations agricoles qui ont une superficie cultivée d'environ 54 hectares en moyenne. 70 % des exploitations sont gérés par le propriétaire des terres, le reste étant exploité par fermage. Le secteur emploie 535 000 personnes soit 1,6 % de la population active, en baisse de 31 % par rapport à 1996. L'âge moyen d'un agriculteur britannique est de 59 ans, une moyenne d'âge en augmentation, de par l'augmentation constante du capital nécessaire pour passer la barrière à l'entrée du secteur et de la difficulté à valoriser un métier générateur de faible revenu. Pour pallier ces faibles revenus le secteur s'est souvent diversifié vers l'agriculture biologique, les biocarburants (à partir de colza, de miscanthus, de peuplier, de saule) ou vers le tourisme agricole. Ainsi, en 2000, 3 500 exploitations sur 525 000 hectares s'est converti à l'agriculture biologique, alors qu'il n'y en avait que 30 000 hectares pour 850 exploitations en 1997.
L'agriculture britannique dépend de la main-d'œuvre immigrée. Avant le Brexit, les ouvriers agricoles étaient le plus souvent originaires des pays d'Europe de l'Est; désormais, beaucoup viennent d'Asie centrale.

## Production agricole

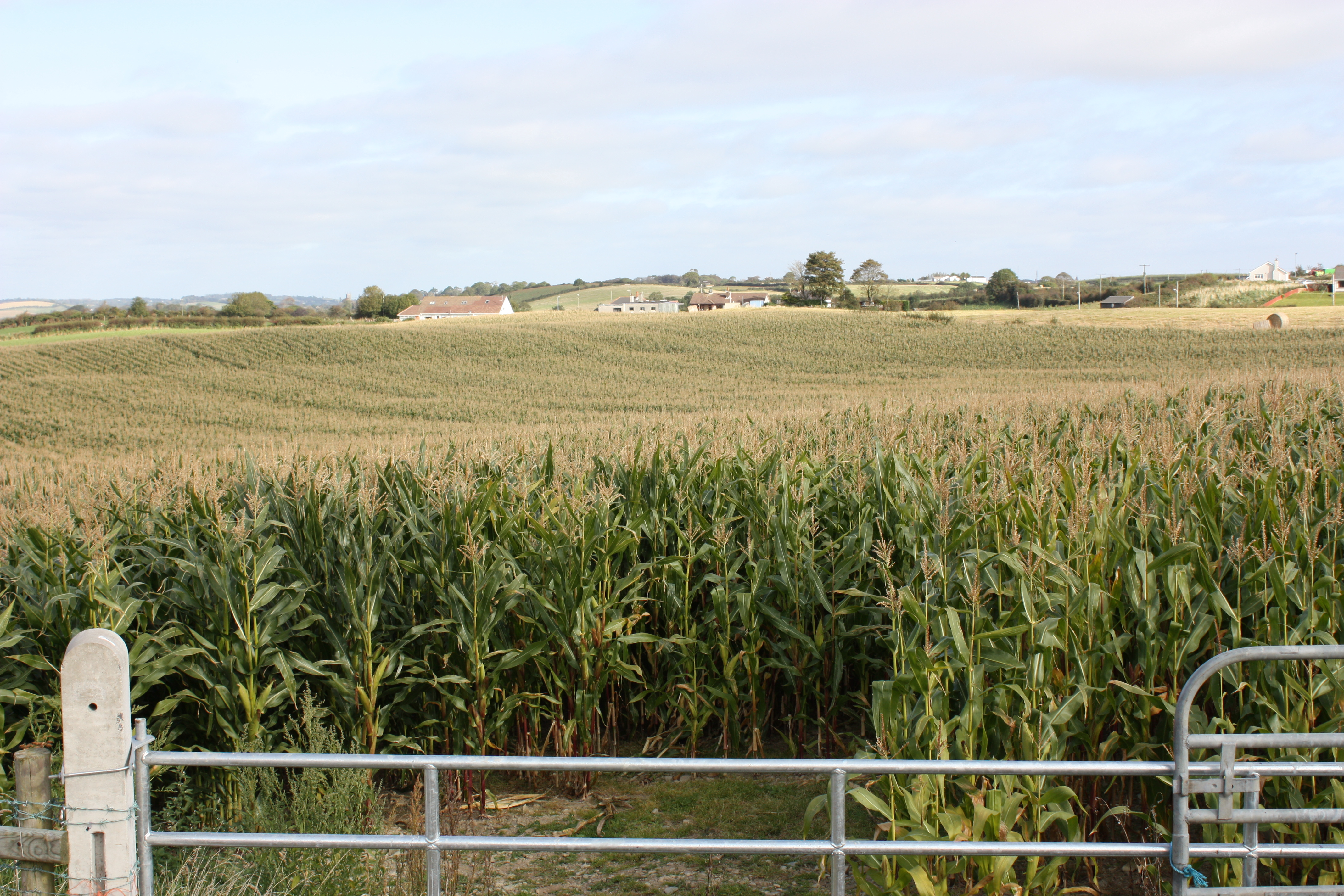
Champ de maïs près de Downpatrick dans le comté de Down en Irlande du Nord.

L'agriculture et l'élevage britannique utilisent au total environ 17 500 000 hectares, dont 6 200 000 sont cultivés. La moitié de cette superficie cultivée est allouée à la culture céréalière, qui elle-même est cultivée en moitié par du blé. Les principales cultures du Royaume-Uni sont le blé, l'avoine et l'orge, les pommes de terre, les légumineuses comme les haricots ou les pois, les cultures fourragères comme les choux, les vesces, le colza, le chou frisé et le foin pour l'alimentation animale.
Le cheptel britannique se compose d'environ 32 millions d'ovins, 10 millions de bovins, 9,6 millions de volailles et 4,7 millions de porcs. À cela il faut ajouter une production annuelle d'environ 22 millions de dindes (ou de dindon) ce qui fait de cet élevage un élevage important sur le territoire,. Le cheptel britannique a subi d'importantes épidémies dont la fièvre aphteuse en 1967, en 2001 et en 2007, avec la même année un foyer de fièvre catarrhale. Cependant le secteur a surtout été touché par l'importante épidémie d'encéphalopathie spongiforme bovine (maladie de la vache folle), qui a tué 166 personnes depuis 1994. Plus récemment entre 2008 et 2015 le cheptel bovin viande est frappé aussi par une épidémie de tuberculose.

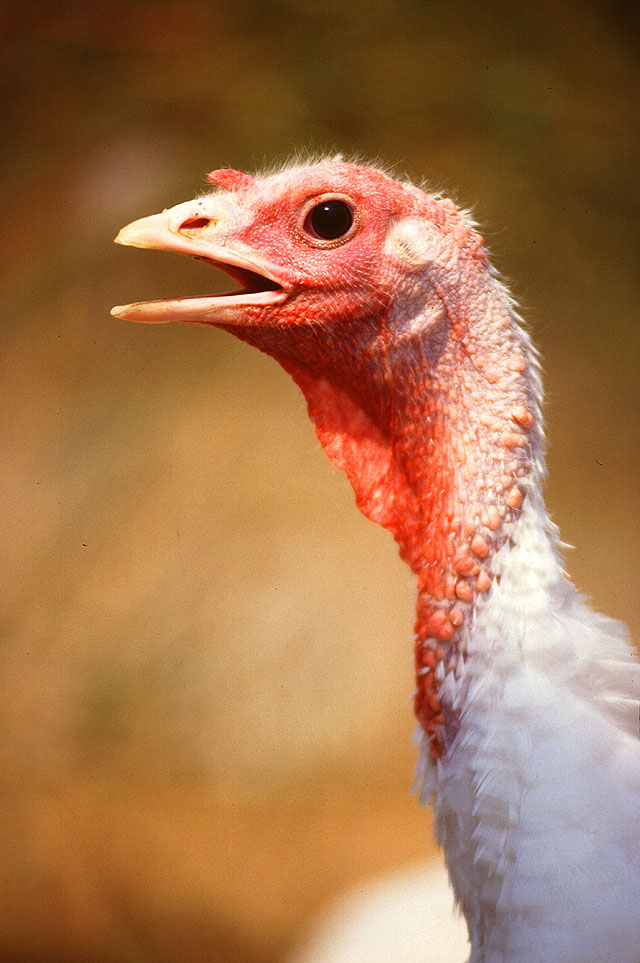
L'élevage de la dinde est important au Royaume-Uni.
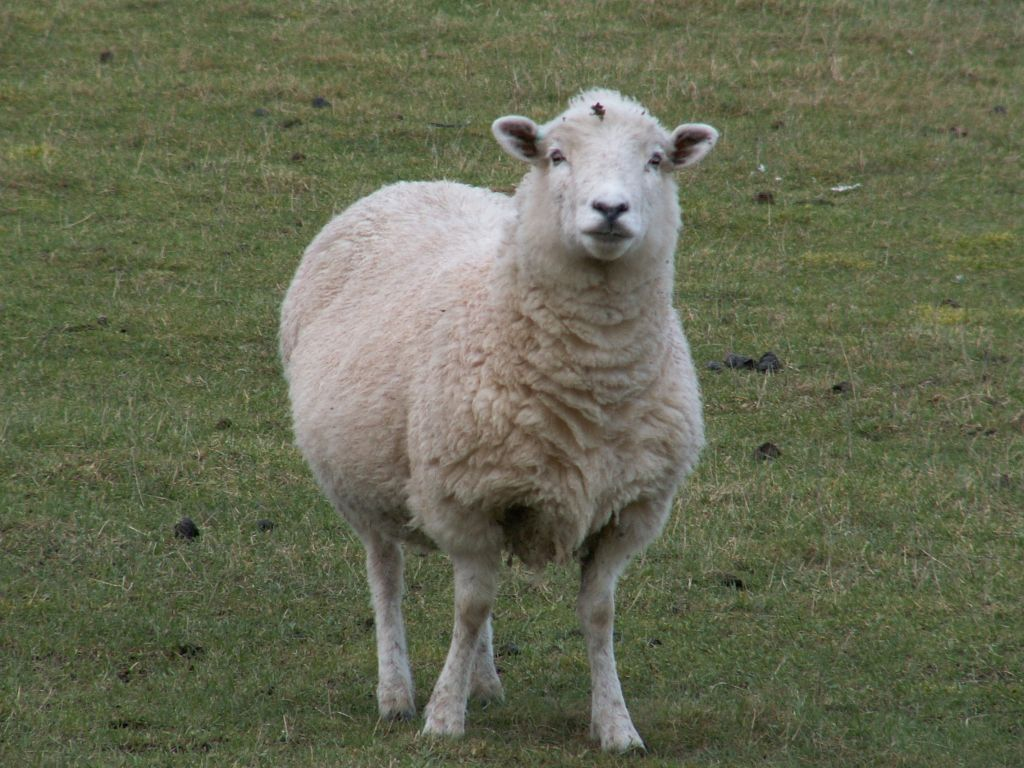
L'élevage ovin est un élevage majeur sur le territoire.

Le Royaume-Uni compte 1,9 million de vaches laitières, soit 100 000 de plus qu'en 2011. L'Europe produisant trop de lait à la suite de la fin des quotas laitiers, le prix du lait conventionnel baisse, avec des conséquences sur la viabilité des exploitations (chaque semaine, 9 exploitations mettent la clé sous la porte) et un encouragement à la création de fermes usines, ayant un impact sur les animaux et écosystèmes (entre 2012 et 2014, le nombre d'exploitations de plus de 1 000 vaches est passé de 23 à 44.

## Commerce extérieur
En 2010, le Royaume-Uni demeure un importateur net de produits alimentaires, ne produisant plus que 59 % de sa nourriture consommée. De fait, dès les années 1950, seule la production laitière, vendue à travers le Milk Marketing Board (dissout en 2002), subvenait aux besoins du pays.
Le pays exporte 13,2 milliards de £ de produits alimentaires, alors qu'il en importe 31,6 milliards £, la grande majorité des importations et des exportations se faisant avec d'autres pays d'Europe de l'Ouest.

## Politique agricole
En 2009, l'agriculture est subventionnée à hauteur de 3,64 milliards de £ (en déduisant les prélèvements), ces subventions étant principalement originaires de la politique agricole commune et de l'Union européenne.
Mais depuis le Brexit de 2016 la PAC est progressivement remplacée par une nouvelle politique agricole nationale qui a du mal pour l'instant à maintenir le budget. Les paiements directs liés à la production sont réduits et ne sont compensés que partiellement par des soutiens environnementaux.